# Rafting

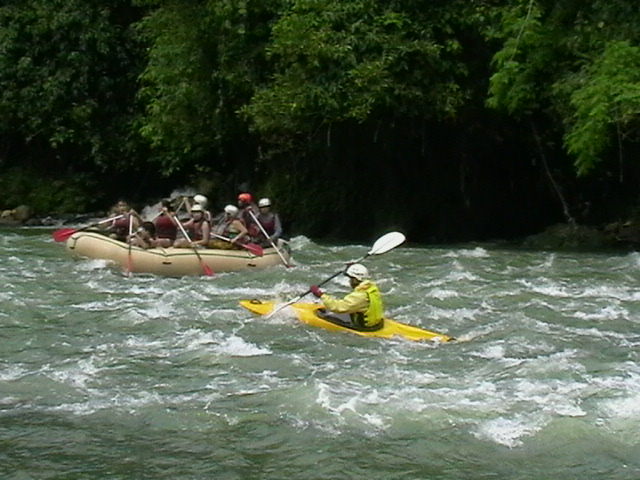
Rafting și Trekking

Rafting sau vâslirea pe ape repezi este un sport acvatic outdoor ce înseamnă coborârea pe râuri repezi de munte, cu bărci pneumatice, în echipe de două sau mai multe persoane.
În România, poate fi practicat pe râurile Bistrița, Timiș, Jiu, Mureș, Someș, Crișuri, Nera, Cerna, Arieș, Buzău etc, care au un grad de dificultate mediu. 
Denumirea provine de la așa zisele plute gonflabile (engleză: raft), ce au fost folosite prima dată de către armata americană. Aceste ambarcațiuni fabricate din materiale foarte rezistente pot fi folosite în aproape orice condiții și pot trece peste orice obstacol. Sportul a devenit popular la mijlocul anilor 1970 atunci când rafturile au devenit accesibile pentru publicul larg. Rafting este considerat un sport extrem. 

## Echipament
- barcă pneumatică: bărcile de rafting sunt ambarcațiuni mari gonflabile de 4-8 persoane, uneori 6-12 și trekk-urile (canoe de ape repezi) de 1-2 persoane
- costum complet din neopren
- cască de protecție
- vestă de salvare
- padelă